# Tarabaralla
Tarabaralla – Finché c'è dolce c'è speranza è un programma televisivo italiano di genere talent show culinario, trasmesso sul canale Food Network dal 2 settembre 2021.

## Riassunto edizioni
| Edizione | Prima puntata    | Ultima puntata    | Puntate | Conduzione      | Rete         |
| -------- | ---------------- | ----------------- | ------- | --------------- | ------------ |
| 1        | 2 settembre 2021 | 16 settembre 2021 | 6       | Damiano Carrara | Food Network |

## Prima edizione
| Puntata | Messa in onda     | Ospite           | Telespettatori | Share |
| ------- | ----------------- | ---------------- | -------------- | ----- |
| 1       | 2 settembre 2021  | Michela Giraud   |                |       |
| 2       | 2 settembre 2021  | Valeria Angione  |                |       |
| 3       | 9 settembre 2021  | Tommy Cassi      |                |       |
| 4       | 9 settembre 2021  | Nicole Rossi     |                |       |
| 5       | 16 settembre 2021 | Francesco Oppini |                |       |
| 6       | 16 settembre 2021 | Giulia Valentina |                |       |